# Sainte-Honorine-du-Fay

Sainte-Honorine-du-Fay este o comună în departamentul Calvados, Franța. În 1 ianuarie 2022 avea o populație de 1.333 de locuitori.